# 青岛俱乐部旧址
36°03′46.5″N 120°18′51.5″E / 36.062917°N 120.314306°E
青岛俱乐部旧址，又称青岛国际俱乐部旧址，位于中华人民共和国山东省青岛市市南区中山路1号，地处中山路最南端与太平路、兰山路路口，建于1910-1911年，由德国建筑师罗克格设计，1914年日军占领后改为军事法庭，1921年改为青岛国际俱乐部，1949年后曾先后为中苏友好馆、青岛市科技馆、青岛市科协办公楼，现为饭店。为全国重点文物保护单位青岛德国建筑群的一部分。

## 历史

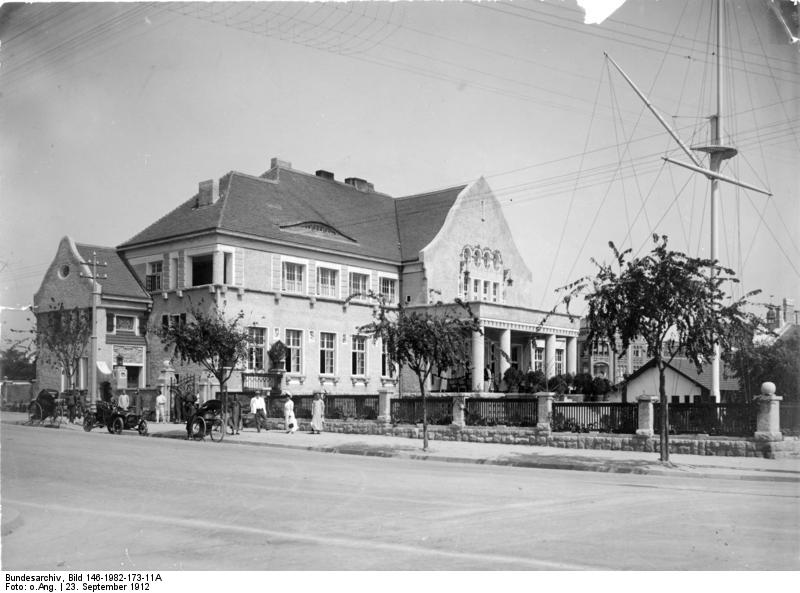
1912年的青岛俱乐部

青岛俱乐部（Tsingtau-Club）成立于1903年11月，是青岛德占时期德国驻军军官、政府官员及商人的社交场所，俱乐部的活动地点原本在位于广西路安徽路路口东南角的博德维希商业大楼中。1909年俱乐部决定新建活动场所，由当时居住在天津的德国建筑师罗克格（Curt Rothkegel）设计，工程指导与内部设计由建筑师维尔纳·拉查洛维奇（Werner Lazarowicz）完成，建筑师李希德（Paul Friedrich Richter）开设的建筑公司承包施工，新楼于1910年5月开工，1911年10月建成。
1914年11月日军占领青岛后，俱乐部建筑最初被用作德国俘虏家属收容所，后改为日本守备军军事法庭。1921年，在欧美侨民的建议下，时任日本守备军司令由比光卫决定将该建筑改作会员制的青岛国际俱乐部（英語：Tsingtao International Club，亦译“青岛总会”），其会员范围也逐渐扩大，包括欧、美、日侨民及中国官员、知识分子及前清贵族。有资料称当时为会员的剧作家洪深曾在此宴请导演张石川与影星胡蝶，青岛市市长沈鸿烈曾于1935年在此宴请蔡元培。1941年太平洋战争爆发后，英美侨民被日军拘捕，中山路俱乐部会址被征用，俱乐部迁至迎宾馆，会员仅有轴心国在青人士。1945年日本投降后，此处一度改为美国红十字会俱乐部，并以当时驻青美国海军陆战队第六师司令谢勃尔少将的名字命名为“谢勃尔俱乐部”（Shepherd's Club）。1946年7月复为国际俱乐部会址。
1949年6月中国人民解放军接管青岛后，国际俱乐部解散。1949年10月2日，中苏友好协会青岛分会成立，会址设于中山路1号青岛俱乐部旧址，名为“中苏友好馆”。馆内原一楼餐厅改为图书室，舞厅改为阅览室，有可供阅览的中文、俄文报刊图书；二楼设讲座厅，作家茅盾曾在此举办文艺座谈会，此外原保龄球馆改为小型电影院，放映苏联纪录片。
1960年代中苏交恶以后，1964年3月31日，经青岛市人民委员会批准，中苏友好馆改为青岛市科学技术宣传馆，“文革”期间改称青岛市科学技术电影场。1975年，青岛市革委会生产指挥部科技组迁至中山路1号。1978年12月，青岛市科学技术协会（简称“市科协”）恢复，办公地点设于中山路1号，青岛市科技宣传馆为其直属事业单位，1980年改名青岛市科技馆。1996年，科技馆新楼在中山路1号后方的中山路3号开工。1999年12月30日，该建筑以“青岛国际俱乐部旧址”之名列入第六批青岛市文物保护单位。2000年列入青岛市第一批历史优秀建筑。2006年5月25日列入第六批全国重点文物保护单位青岛德国建筑群扩展名单。2010年前后，青岛市科协迁出青岛俱乐部旧址，该建筑改为高档餐厅至今。

## 建筑特色
青岛俱乐部旧址占地面积3234平方米，建筑面积1891平方米，砖石木结构。地上2层，地下1层，有阁楼，平面呈不规则形
。外墙为水泥拉毛墙面，花岗岩粗石砌基，窗台、檐口也以花岗岩粗石镶嵌。南向正门有以4根圆柱支撑的挑廊，其上为二楼露台（1920年代扩建时封闭）。露台后侧起巨大山墙，凸出于主立面。楼西侧另开一入口。主楼南侧为庭院。
楼内铺人字形木地板，天花板露木装饰，设有宽大美观的木制扶梯。建成之初，俱乐部一层为游戏室、台球厅、阅览室、若干办公室，以及一处邻近花园带有遮阳篷坐席的酒吧。一层楼梯间前厅内有存衣处，前厅有一处由蓝色瓷砖砌成、有金箔镶嵌成德意志帝国鹰徽图案的壁炉，至今保存基本完整。二层有大餐厅、经理室、秘书住房及东、南两处露台。地下室为酒窖、厨房、洗衣间、工具间、若干储藏室及仆人用房。
另据学者鲁海回忆，1920年代至1930年代国际俱乐部时期，俱乐部主楼一层进大门后为衣帽间，其后为设有沙发和彩色瓷砖壁炉的中央大厅。东端为餐厅和备餐间，可通过小型升降机从设于半地下室的厨房传送菜肴。东南角为酒吧间，正南为交谊厅，酒吧与交谊厅之间以宽大拉门相隔，举办舞会时可拉开形成一大通间。二层东端为图书馆、阅览室，南部为台球室、桥牌室、小交谊厅。院内东侧单独建有保龄球馆和壁球馆，另有更衣室和咖啡座。院内北侧临广西路有花园和温室。
该建筑整体按德国青年派风格设计而成，建成时受到了较好的评价。当年出版的德文杂志认为，该建筑在风格上“与德国郊区那些非常舒适的富家住宅非常相似”。

## 图集
- 德占时期明信片
- 青岛俱乐部旧址后院，约1914年日军占领后
- 青岛俱乐部旧址，约1945年
- 院内，2016年8月
- 木制楼梯
- 带有德国鹰徽的壁炉

## 延伸阅读
- Abschied vom Tsingtau Club am 20. Juni 1915